# Alex Gaskarth
Alexander William Gaskarth (* 14. prosince 1987) je zpěvák, skladatel, kytarista a frontman americké kapely All Time Low. Alexův hlasový obor je tenor. Jeho rozsah je od A2 do C#5.

## Osobní život
Alex se narodil Peterovi a Isobel Gaskarth. Je původem Angličan, narodil se v Essexu ve Spojeném království, ale v sedmi letech se s rodiči přestěhoval do Baltimoru, v Marylandu v USA. Začal tam navštěvovat základní a později střední školu.
Na střední škole začal chodit s Lisou Ruocco, kterou v roce 2006 pozval na svůj maturitní ples a o deset let později, dne 9. dubna 2016 se stala jeho ženou.

### All Time Low
All Time Low je skupina, se kterou podepsali smlouvu v roce 2004 a vzápětí vydali své první EP album The Three Words to Remember in Dealing with the End. Kapela později vydala první oficiální album The Party Scene a to v červenci 2005.
Před tím, než v roce 2006 maturovali, All Time Low podepsali další smlouvu, tentokrát s Hopeless Records. V jednom rozhovoru kapela říká, že začali brát hudbu vážně až v jejich maturitním ročníku na střední škole, tedy před tím, než vydali své druhé EP Put Up or Shut Up v červenci roku 2006. All Time Low se později v roce 2006 vydali na turné na podporu jejich EP. Po turné začala kapela psát materiály na druhé studiové album.

### 2007–2008: So Wrong, It's Right
All Time Low skupina vydala druhé studiové album So Wrong, It's Right v září 2007, a získala s ním šesté místo v žebříčku Indipendent Albums. Druhý singl z desky „Dear Maria, Count Me In“, který byl napsán o striptérce, byl první singl kapely, který dosáhl 86. místa v žebříčku Pop 100. 9. března 2009 dostal singl zlaté ocenění.
Krátce po vydání So Wrong, It's Right se All Time Low rychle stali populárními. Objevili se na MTV v pořadu Discover and Downolad a v Music Choice – Fresh Crops a také byli přidáni do obou playlistů MTV – Big Ten a MTV Hits. 7. března 2008 kapela živě vystupovala v pořadu Jimmy Kimmel Live! a následně i v MTV U Woodie Awards. V roce 2008 byli magazínem Alternative Press jmenováni "Kapelou roku".

### 2009: Nothing Personal
Ze začátku roku 2009 All Time Low prohlásili v rozhovoru s britským magazínem Rock Sound, že začali psát materiály na třetí studiové album a že také spolupracují s několika umělci a producenty hned u několika písní.
Přestože ATL stále psali písně, začali již nahrávat na jejich nové album v únoru 2009 a už o měsíc později nahrávání dokončili. Hlavní singl desky, „Weightless“, byl vydán v březnu 2009 a stal se první písní kapely, která byla hrána i ve velkých rádiích, například ve Spojeném království. All Time Low vydali své třetí album Nothing Personal v červenci 2009.
Později v listopadu 2009 kapela oznámila, že podepsali smlouvu sInterscope Records a o měsíc později byli oceněni jako „Nejlepší pop punková kapela“ od Top In Rock Awards.

### 2010–2011: Dirty Work
Poté, co v březnu 2010 vydali píseň „Painting Flowers“ na album Almost Alice, soundtrack k filmu Alenka v říši divů, začali psát materiály na jejich čtvrté album, které mělo být první album u major labelu Interscope Records.
Dema k nové desce skupiny byly zveřejněny na webových stránkách v srpnu 2010 a později ATL v jednom rozhovoru potvrdili, které nahrávky budou a nebudou na albu. Méně než za rok, v červnu 2011, bylo vydáno čtvrté studiové album Dirty Work. Deska měla vyjít již v březnu, ale byla vydána později kvůli přechodu k Intercsope. Album je momentálně nejprodávanější album All Time Low a drží se na 13. místě v australských a kanadských žebříčcích, v Británii 20. místo.
V rozhovoru pro Property of Zack, který byl poskytnut 28. října 2011, Alex Gaskarth sdělil, že již připravují písně na další album, které by mělo vyjít spíš dříve než později.

### 2012–současnost: Don't Panic
Kapela se vrátila do UK 12. ledna 2012 spolu s kapelami The Maine a We Are The In Crowd a byli a turné až do 4. února. Některé koncerty byly naprosto vyprodané a musely se přidat další. All Time Low také hráli na Warped Tour (červen–srpen 2012) a Reading and Leeds Festival (srpen 2012).
V květu 2012 nás kapela překvapila odchodem od labelu Interscope Records a chvíli se nevědělo, zdali budou vydávat další ohlášené CD sami za sebe nebo si najdou jinou nahrávací společnost. Nikomu neupsáni vydali 1. června první singl z nového alba s názvem „The Reckless And The Brave“ a hned na to oznámili návrat k Hopeless Records. Srpen pak byl ve znamení evropského turné, kdy si dokonce zahráli se svými oblíbenci Green Day a koncertovali v pražském Paláci Akropolis.
24. srpna vypustili mezi fanoušky další píseň For Baltimore, která měla obrovský ohlas a již o tři dny později hráli tento song živě. V tento den také oficiálně potvrdili název alba Don’t Panic a datum vydání na 9. října. V září vydali píseň s názvem „Outlines“, kde zpívá i Jason Vena z kapely Acceptance.
Future Hearts
Future Hearts je šesté studiové album All Time Low. Bylo vydáno 3. 4. 2015 a obsahuje 16 písní.
První vydanou písní z alba se stala píseň "Something's Gotta Give".

### 2017: Last Young Renegade
All Time Low na začátku roku oznámili odchod z Hopeless Records a následnou spolupráci s Fueled By Ramen, pod kterým vydali jejich první song Dirty Laundry k jejich novému albu Last Young Renegade, které vychází 2.6.2017! Následně k tomuto albu oznámili turné v Americe, které začíná 30.6.

### Studiová alba
- The Party Scene (2005)
- So Wrong, It's Right (2007)
- Nothing Personal (2009)
- Dirty Work (2011)
- Don't Panic (2012)
- Future Hearts (2015)
- Last Young Renegade (2017)

### EP alba
- The Three Words to Remember in Dealing with the End
- Put Up Or Shut Up